# 谷地魏萨赫
谷地魏萨赫（德語：Weissach im Tal，發音：[ˈvaɪsax ʔɪm ˈtaːl]）是德国巴登-符腾堡州斯图加特行政区雷姆斯-穆尔县的市镇，面积14.13平方千米，2023年12月31日人口为7,513人。